# Île Koniene
L’île Koniene est un îlot de Nouvelle-Calédonie appartenant administrativement à Pouembout.